# Kongsberg
Kongsberg (ursprungligen Konningsberg) är en tätort och stad som utgör centralort i Kongsbergs kommun i Buskerud fylke i sydöstra Norge. Orten ligger i den södra änden av det traditionella landskapet Numedal.  Från Kongsberg går snabbtåg till Oslo, Eidsvoll och Kristiansand.

## Historia
Staden vid Numedalslågen grundades den 2 maj 1624 av Kristian IV av Danmark/Norge. Kongsberg har vuxit upp kring Kongsbergs silvergruvor, som började bearbetas 1623 och tidigare spelade en betydande ekonomisk roll. Ett bergsseminarium inrättades 1757.
I oktober 2021 inträffade attacken i Kongsberg då en ensam gärningsman hade ihjäl fem personer och minst ytterligare tre personer skadades. Han attackerade och hotade personer med ett stickvapen samt pil och båge.

## Kultur
Den internationellt kända Kongsberg Jazzfestival har arrangerats sedan 1964. Festivalen är en av de mest betydelsefulla inom improvisationsmusiken i världen.

## Bilder

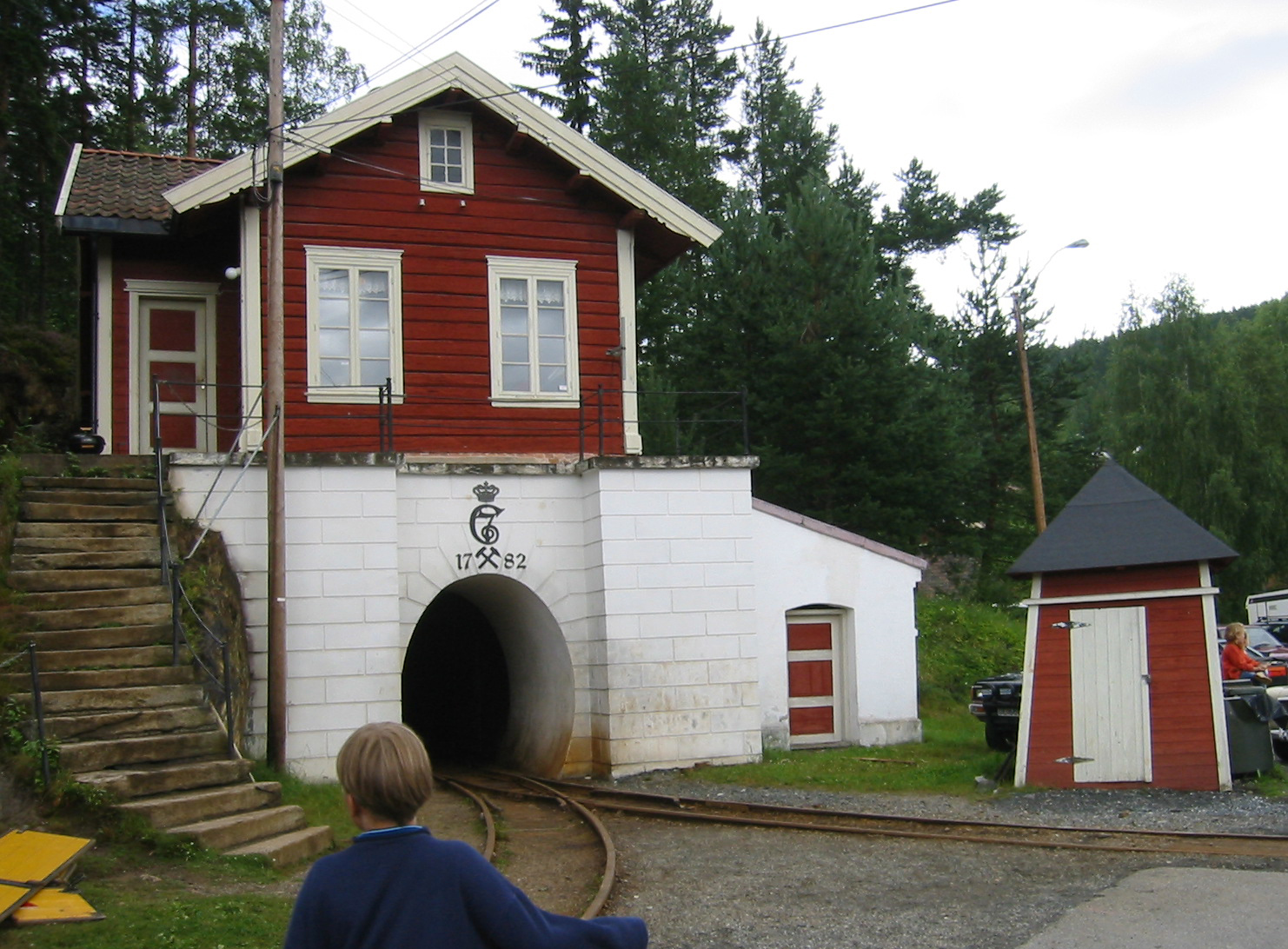
Ingången till Kongens gruva.
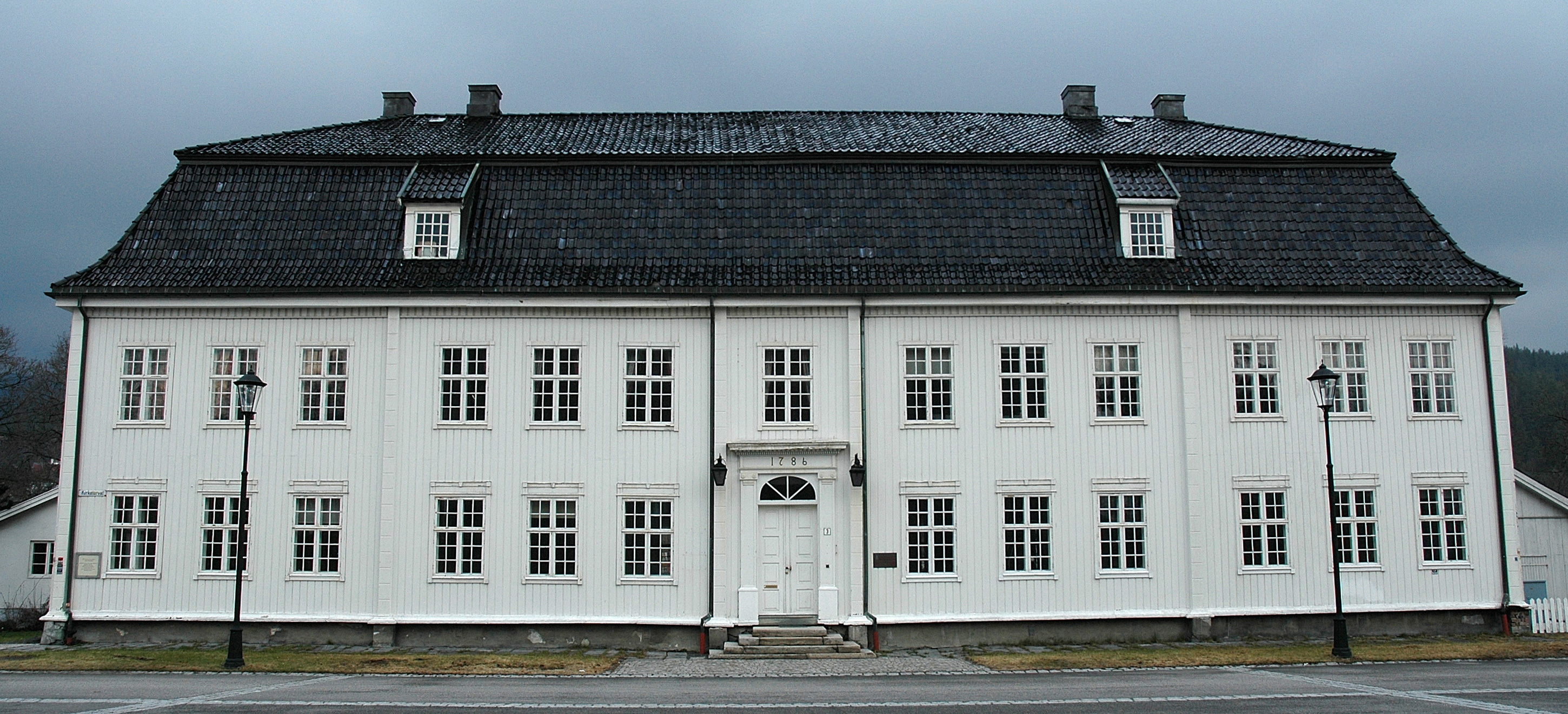
Bergseminaret.